# 大鳴門橋
大鳴門橋（日语：大鳴門橋 / おおなるときょう）是位於日本兵庫縣南淡路市福良丙和德島縣鳴門市鳴門町土佐泊浦之間鳴門海峽上的一座橋梁，於1985年6月8日通車啟用。

## 概述
橋長1,629公尺、中央最大跨距876公尺、道路寬25公尺、主塔高度144.3公尺。為避免與鳴門海峽中的鳴門漩渦相互影響，橋墩採「多柱基礎工法」。
橋面設計包括上下兩層，上層設計為雙向共六車道（現實際道路為雙向四車道），下層則是預留未來可供四國新幹線通過，但在1998年通車的明石海峽大橋由於地質因素並未預留鐵路通道，現已暫時無在此設立鐵路路線的規劃；此外，在此橋下層，亦於1998年起加設由關西電力擁有、連接四國至神戶電網的高壓電纜，取代於1961年由四國電力興建的架空跨海電纜。
由於橋下的海面有德島著名的觀光景點鳴門漩渦，2000年德島縣利用靠橋下預留鐵道的空間，由鳴門一側設置了長度約450公尺的觀光步道「渦之道」，讓觀光客可直接從橋下走到漩渦正上方約45公尺處觀賞漩渦。

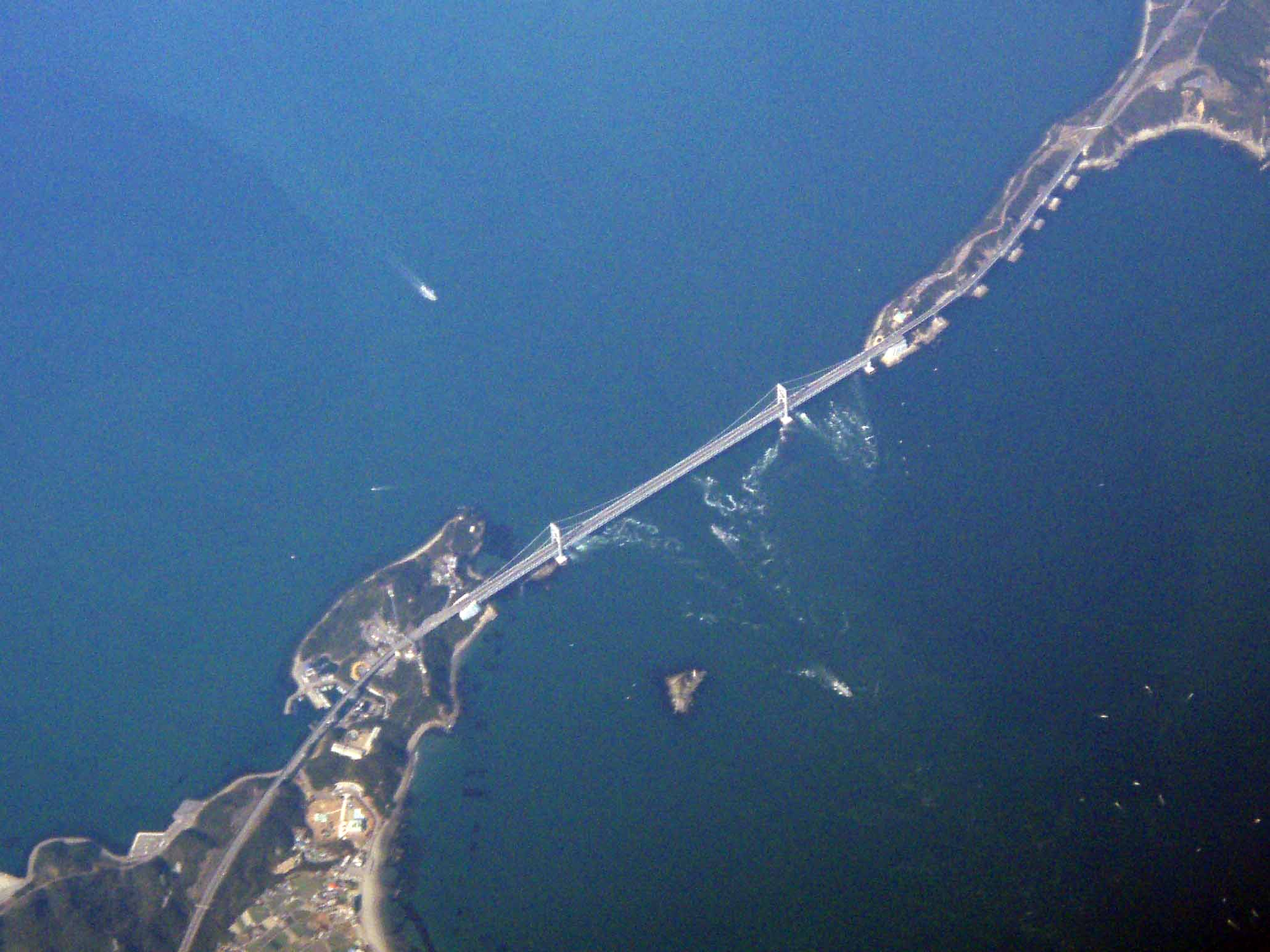
鳴門海峽及大鳴門橋空拍圖
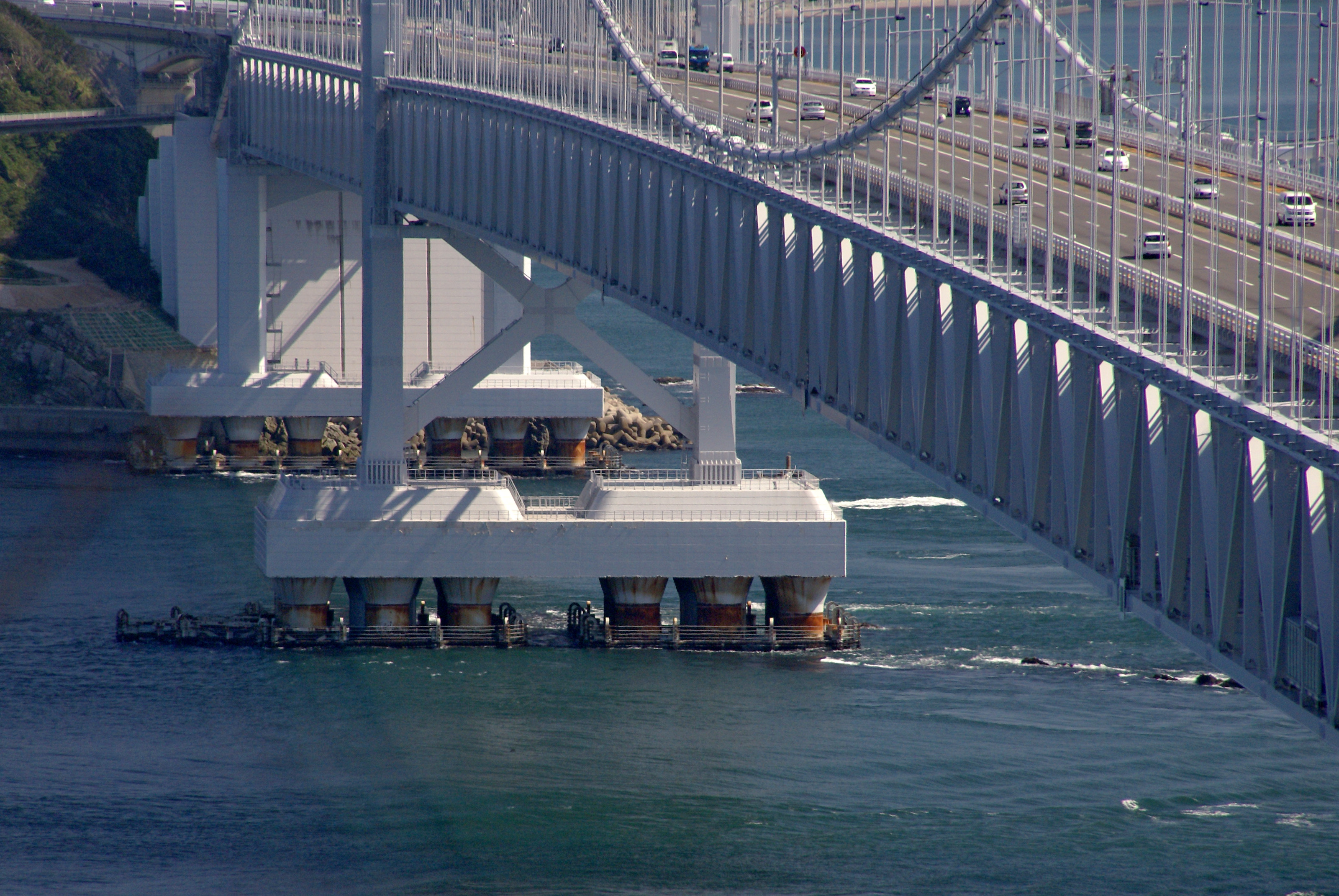
大鳴門橋的多柱基礎構造橋墩
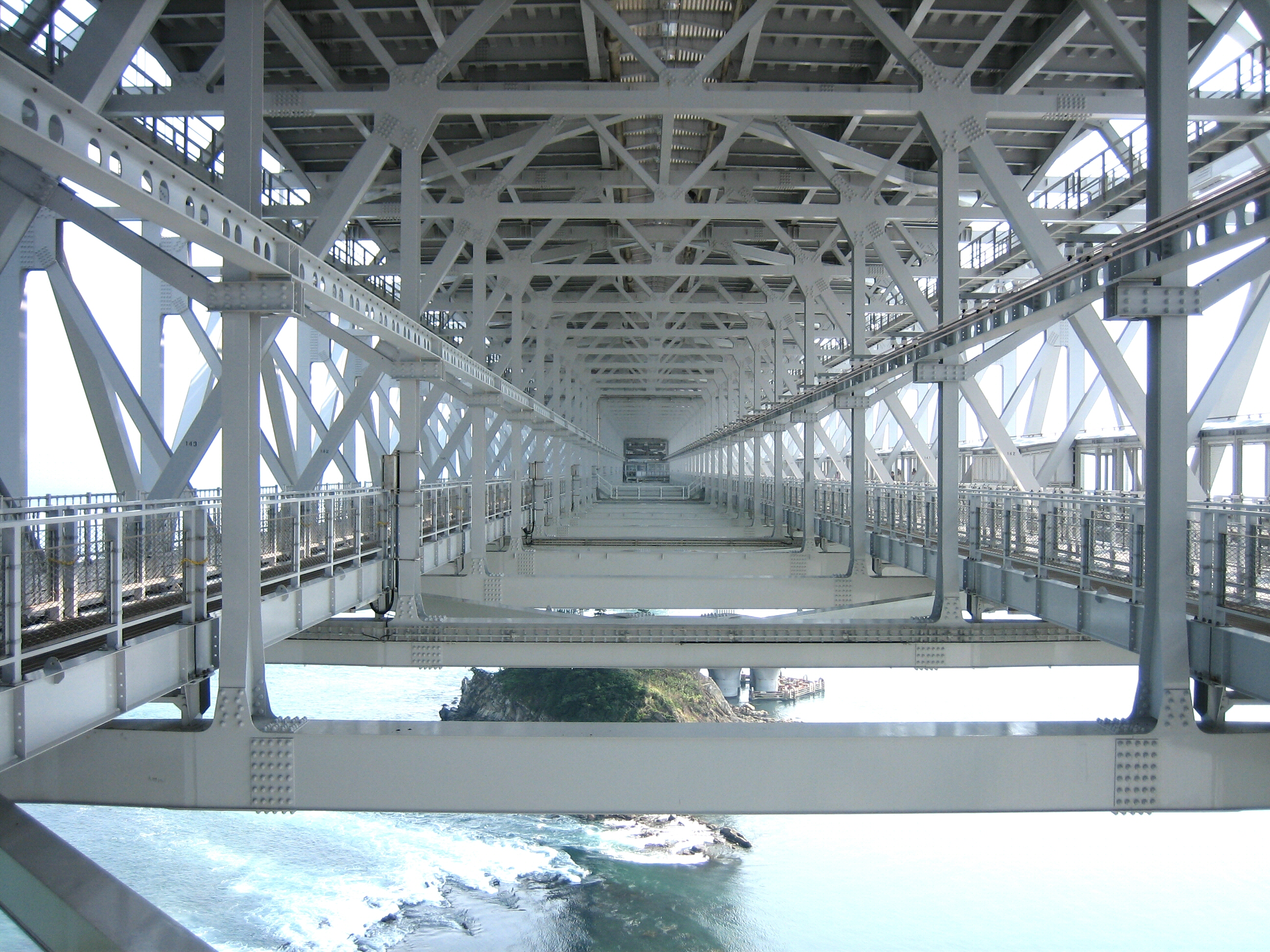
橋面下方預留供新幹線通過的空間
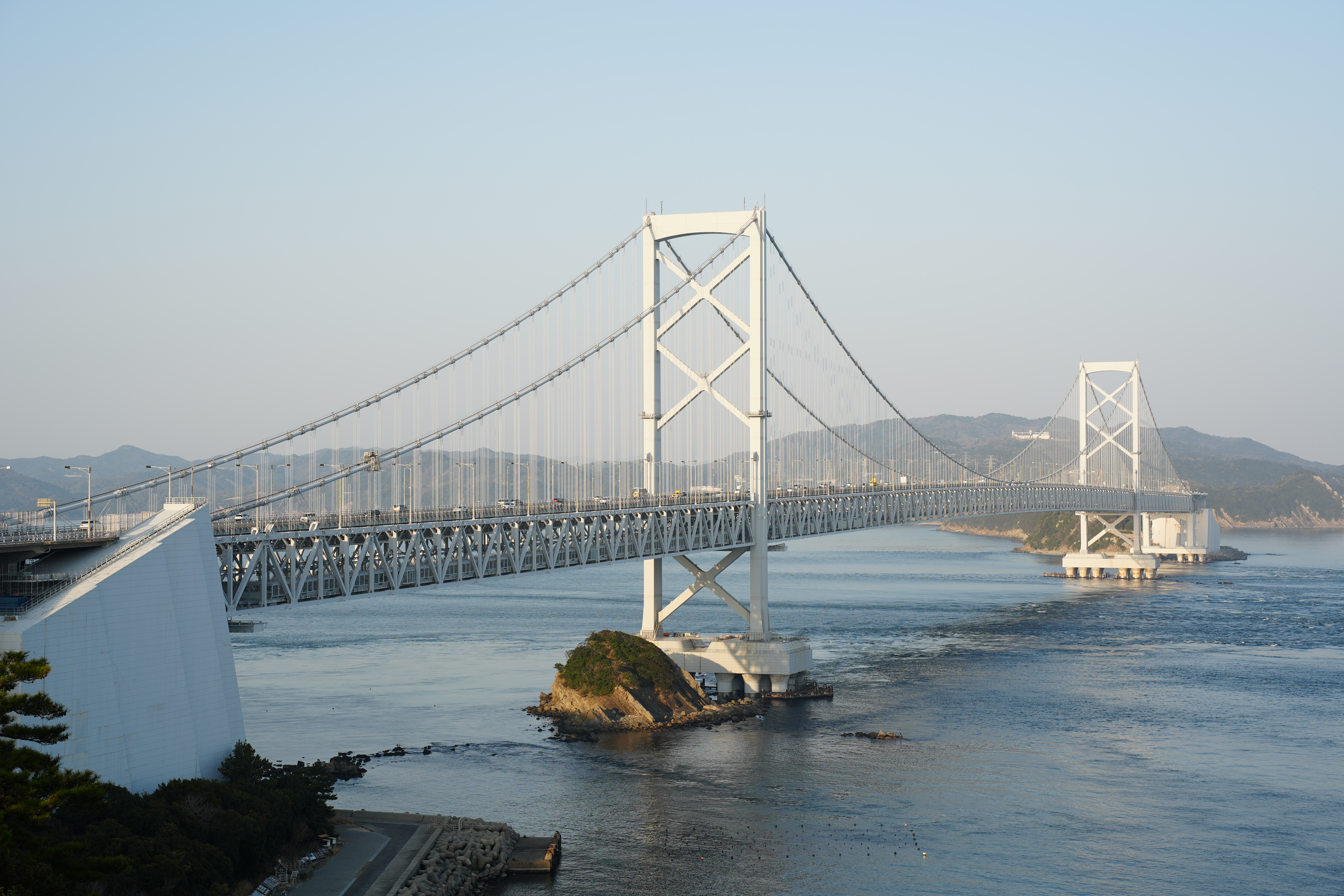
大鳴門橋(茶園展望台角度拍攝)
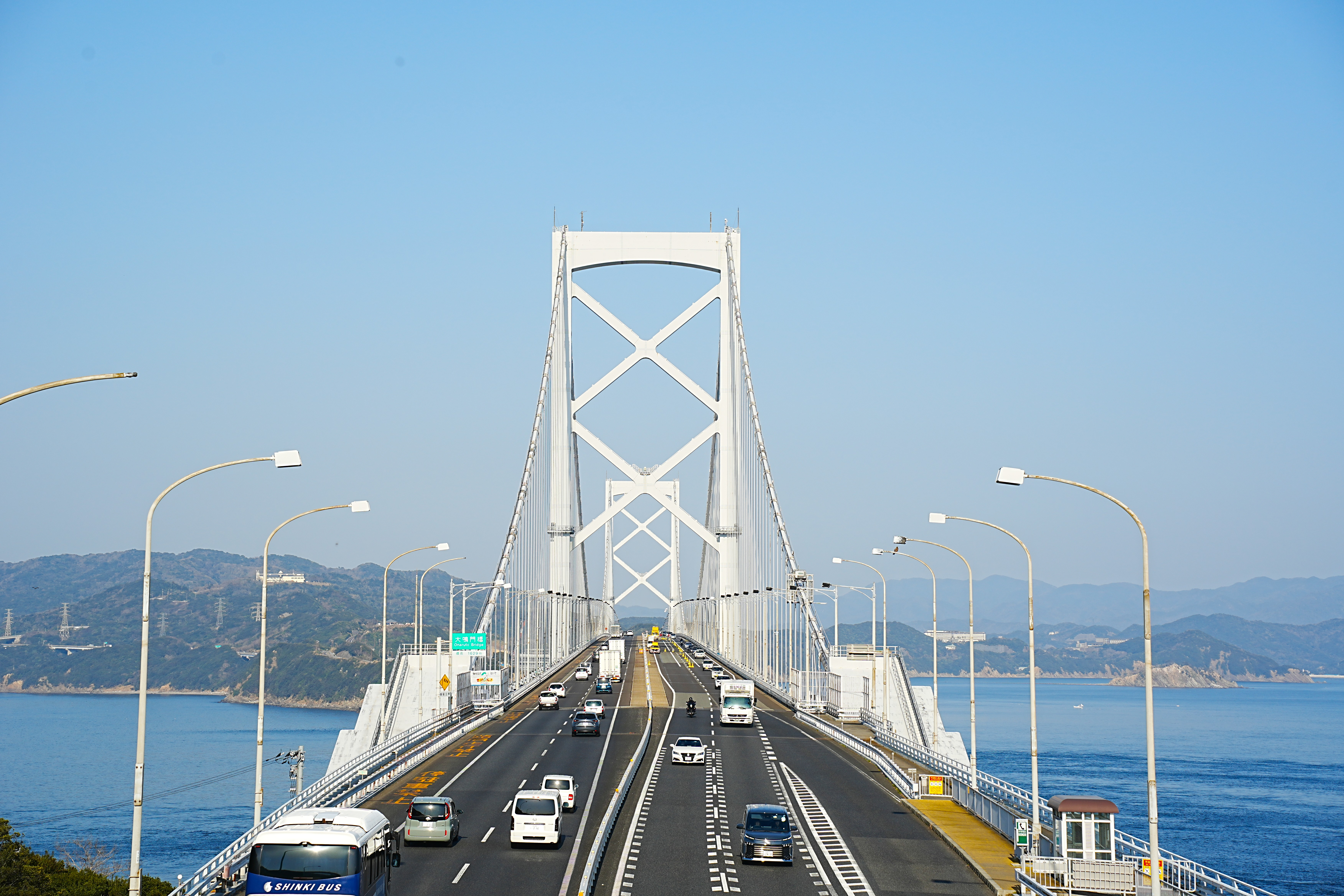
大鳴門橋(路面上空橋角度拍攝)
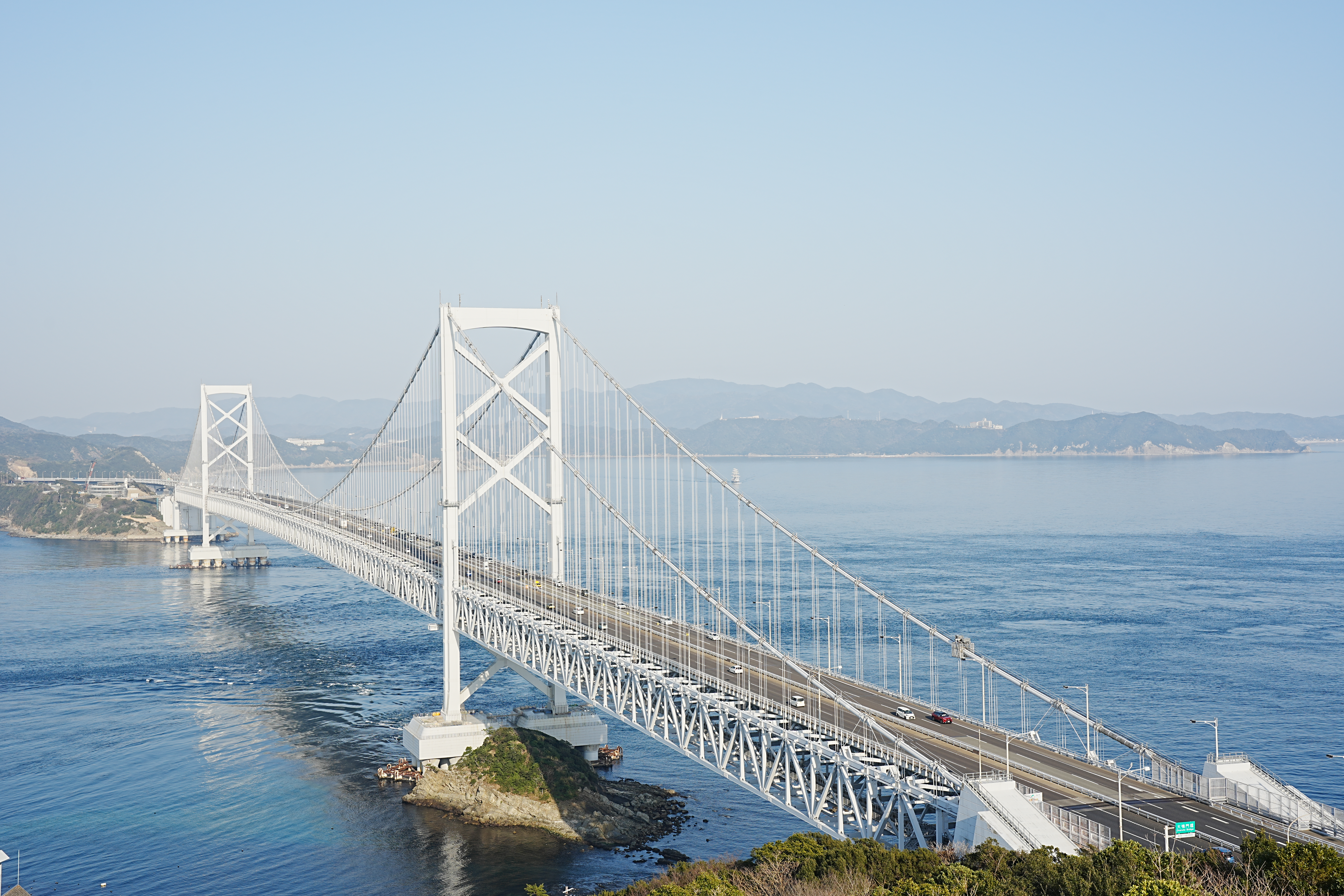
大鳴門橋(鳴門山展望台角度)

## 構造

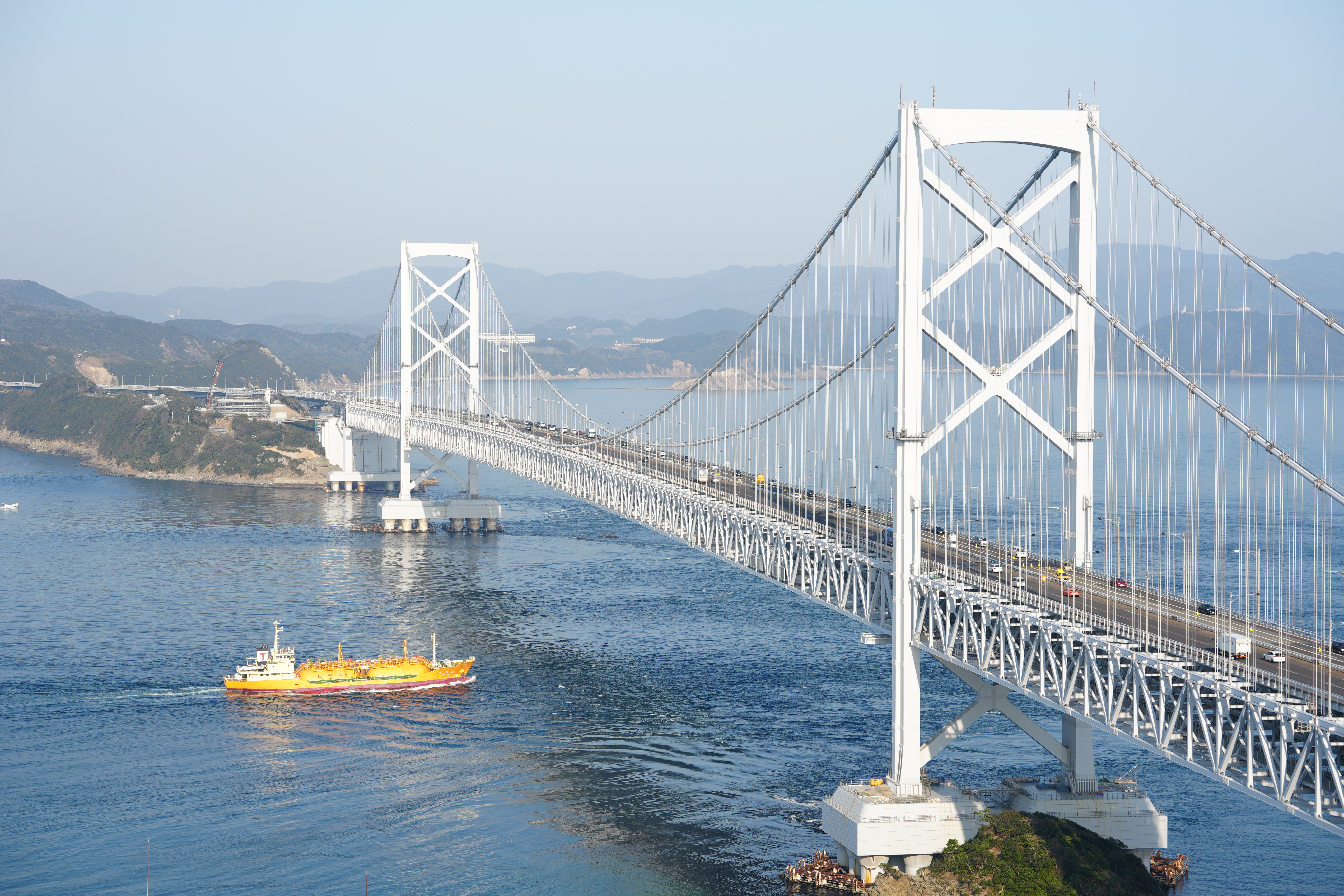
大鳴門橋(千疊敷展望台角度拍攝)

- 結構形式：懸索橋(吊橋)
- 開工：1976年（昭和51年）7月
- 通車：1985年（昭和60年）6月
- 全長：1629 m
- 中央跨距：876 m
- 路寬：約25 m (雙向四車道)
- 中央路面高度：約63 m
- 主橋塔高度：144 m
- 總工程費：1050 億日圓

## 歷史

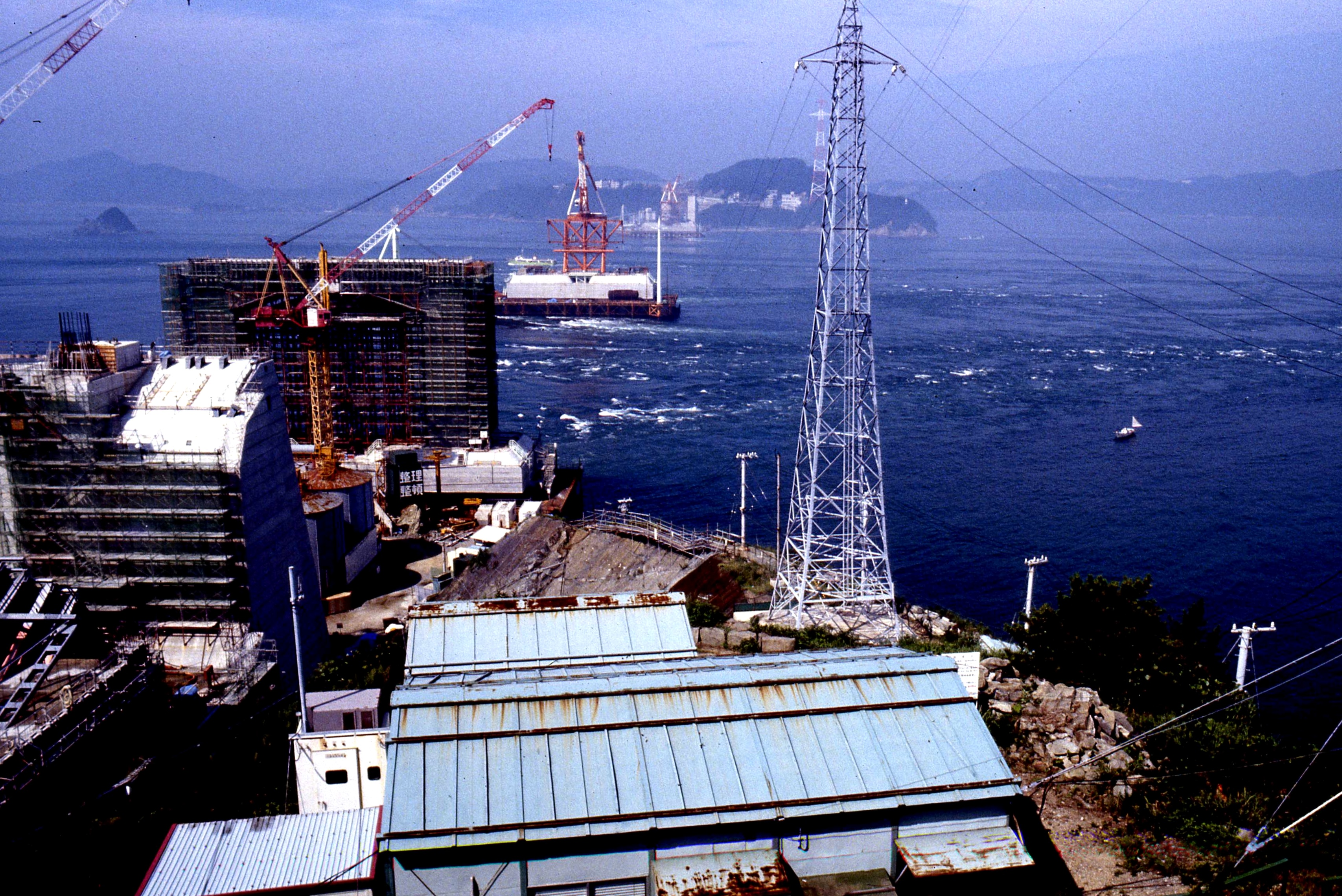
1980年大鳴門橋施工工程

最早在1914年已有本地出身的眾議員提案在此興建橋梁，而後日本國有鐵道也曾規劃經由此地建立連結本州、淡路島及四國的鐵路路線，最終在1973年決定在此興建包含鐵路及公路的大鳴門橋，工程於1976年開工，1985年完工啟用。

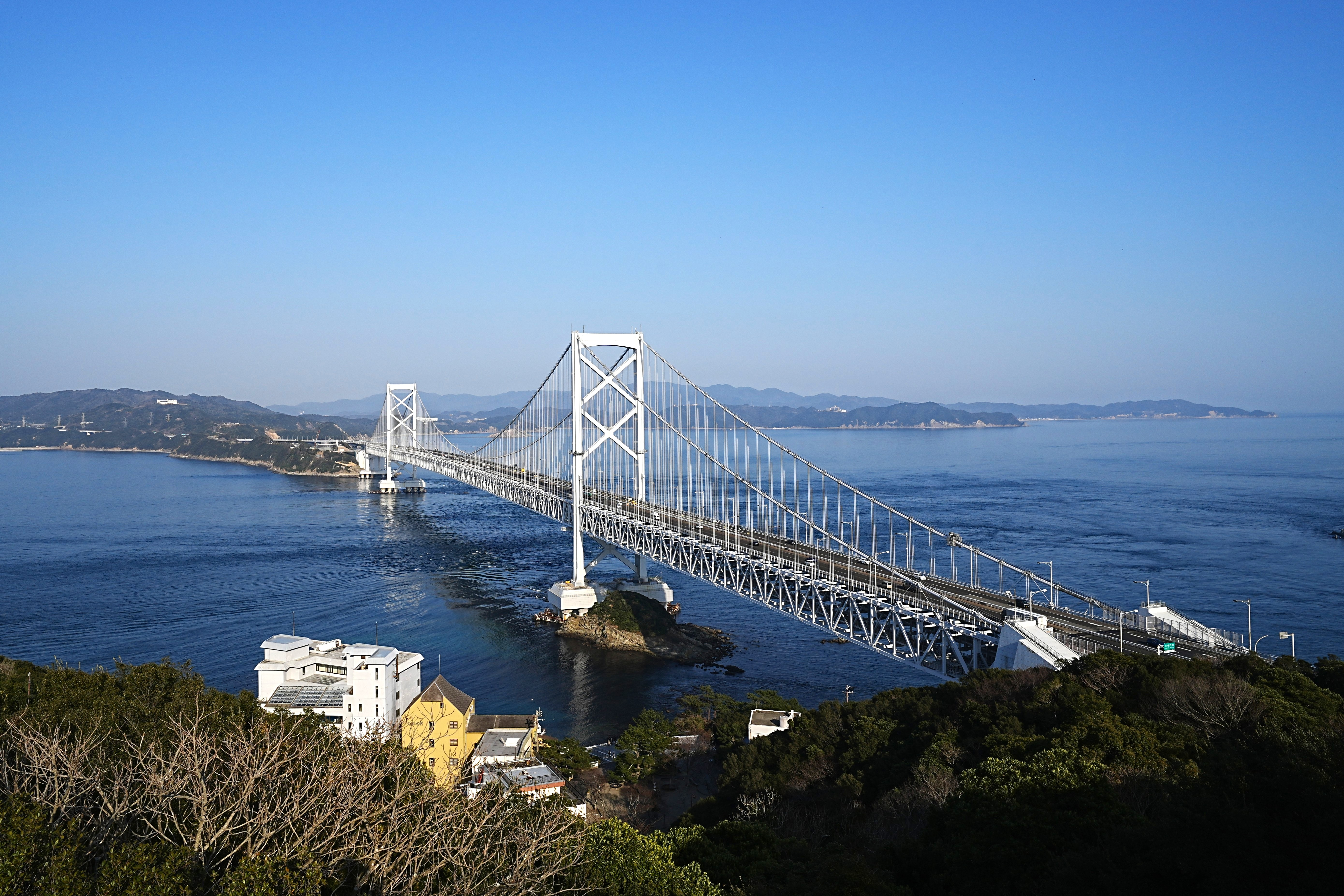
晴天時的大鳴門橋(2025拍攝)

但由淡路島通道本州的明石海峽大橋則是到1998年才完工啟用，至此四國的車輛才能經由此橋前往本州。

## 外部連結
- （日語） 本州四国連絡高速道路株式会社（页面存档备份，存于）
- （日語） 渦之道 （页面存档备份，存于）